# Bárium-szulfát

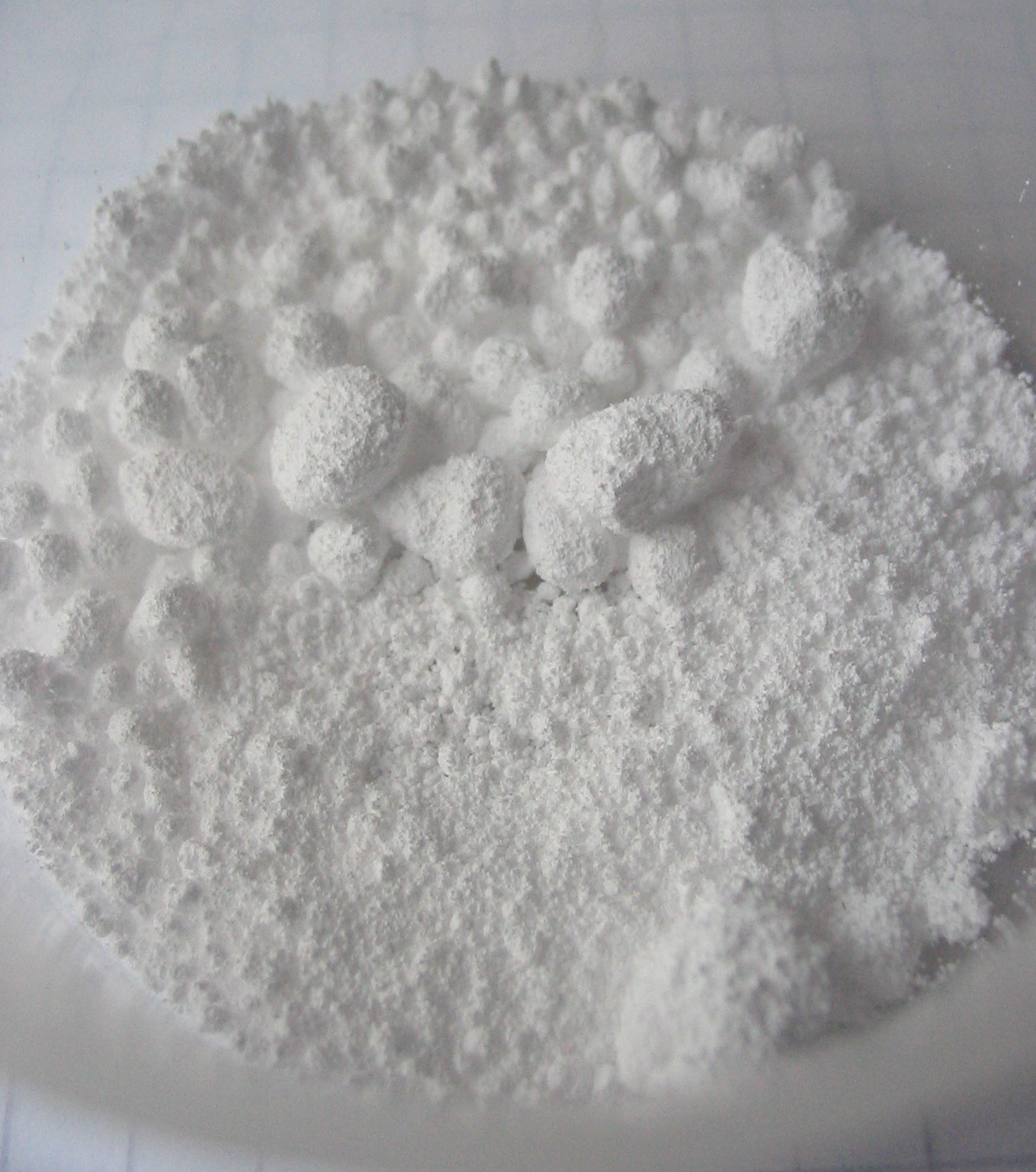
Bárium-szulfát

A bárium-szulfát a bárium kénsavval alkotott sója, szulfátja. Képlete BaSO4. Fehér színű, amorf vagy kristályos szerkezetű, szagtalan, íztelen por. Sűrűsége nagy. Oldhatatlan vízben és híg savakban, de tömény savak kis mértékben oldják. A báriumvegyületek többségével ellentétben vízben való oldhatatlansága miatt nem mérgező.

## Kémiai tulajdonságai
Ha hevítik, kén-dioxid fejlődése közben bomlik. Bárium-szulfiddá redukálódik hidrogén, szén, kén, és bizonyos fémek hatására. A szénnel végzett redukció egyenlete:
{\displaystyle \mathrm {BaSO_{4}+4\ C\rightarrow BaS+4\ CO} }
Ha szilícium-dioxiddal olvasztják össze, bárium-metaszilikáttá alakul, emellett kén-dioxid és oxigén fejlődik.
{\displaystyle \mathrm {2\ BaSO_{4}+2\ SiO_{2}\rightarrow 2\ BaSiO_{3}+2\ SO_{2}+O_{2}} }

## Előfordulása
A bárium-szulfát a természetben megtalálható ásványként, a neve barit vagy súlypát. Ez az ásvány rombos szerkezetű kristályokat alkot.

## Előállítása
Finom eloszlású bárium-szulfát a következőképpen állítható elő súlypátból: először szénnel izzítják, ekkor bárium-szulfiddá redukálódik. Ezt sósavval átalakítják bárium-kloriddá, majd ennek az oldatából nátrium-szulfáttal bárium-szulfát csapadékot választanak le. Ez az úgynevezett lecsapott bárium-szulfát, ami jó fedőképességű festék.
A természetben megtalálható bárium-szulfát is forgalomba kerül. Ehhez először megőrlik, majd iszapolják és szárítják.

## Felhasználása
Nagy mennyiségű bárium-szulfátot alkalmaznak festékek gyártásához. Előnyös tulajdonsága a bárium-szulfátot tartalmazó festékeknek, hogy nem mérgezőek. Nem változnak légköri hatásokra. A fedőképessége azonban az ólomfehérnek jelentősen jobb, mint a bárium-szulfáté. A papírokhoz is keverik, hogy az fehér színű és csillogó felületű legyen. A finom eloszlású bárium-szulfát tömíti a papír pórusait, emiatt lesz sima felületű.
Az orvosi gyakorlatban röntgenfelvételek készítésekor alkalmazzák kontrasztanyagnak. A gyomor és a bél röntgenvizsgálatkor a beteggel bárium-szulfát pépet etetnek. A vegyület a röntgensugarakat elnyeli. Bevonja a gyomor- és a bélfalat és átlátszatlanná teszi azokat. Fontos, hogy a röntgenvizsgálatoknál használt bárium-szulfát ne tartalmazzon szennyezésként vízben oldódó és ezért mérgező báriumvegyületeket.